# Vorweg Point
Der Vorweg Point ist eine Landspitze an der Graham-Küste des Grahamlands auf der Antarktischen Halbinsel. Im Nordosten der Welingrad-Halbinsel liegt sie nordwestlich des Huitfeldt Point am südwestlichen Ufer der Barilari-Bucht.
Teilnehmer der British Graham Land Expedition (1934–1937) unter der Leitung des australischen Polarforschers John Rymill kartierten sie. Das UK Antarctic Place-Names Committee benannte sie 1959 in falscher Schreibweise nach dem deutschen Skilaufpionier Oscar Vorwerg (1841–1916), Autor des 1893 erschienenen Buchs Das Schneeschulaufen, des wahrscheinlich ersten Handbuchs des Skifahrens.